# Горила західна
Горила західна (Gorilla gorilla) — вид приматів з роду горили (Gorilla) родини гомініди (Hominidae).

## Класифікація
Вид західна горила складається з двох підвидів:
- Gorilla gorilla diehli Matschie, 1904 — Річкова горила. Чисельність — близько 300 особин[2].
- Gorilla gorilla gorilla Savage, 1847 — Західна рівнинна горила. Чисельність — близько 95 000 особин[2].

## Зовнішній вигляд
Західні горили дещо менші за розмірами й світліші за забарвленням, ніж східні горили. Чоло коричнево-жовтуватого або сіро-жовтого забарвлення. Хвіст відсутній. Ніздрі великі. Очі й вуха маленькі. Волосся темне, покриває все тіло, за винятком обличчя, вух, рук і ніг. На спині волосся з віком випадає. Шкіра чорна і блискуча практично від народження. Руки з великими нігтями та великими пальцями. Горили досить часто стоять на ногах, проте ходять, спершись на чотири кінцівки.
Розвинений статевий диморфізм. Самці мають зріст 160—170 см, самиці — 120—140 см. Маса самців 140—160 кг, самиць — 60-80 кг. Західні горили є найдрібнішими представниками роду. Річкова горила відрізняється від рівнинної будовою черепа і зубів, вища на 10-15 см і важча на 20-35 кг.

## Поведінка
Західні горили живуть групами, що нараховують від 2 до 20 осіб. До складу групи входять як мінімум один самець, і декілька самок з потомством. Домінуючий самець керує групою. Молодняк покидає її після досягнення статевої зрілості.
Самиці переходять з однієї групи в іншу в період розмноження. Розмножуватися вони починають в 8-9 років. Вагітність триває 250—270 днів. Народжується 1 дитинча. Турбота про молодняк триває 3-4 роки. Між кожними пологами проходить досить велика кількість часу, що може пояснювати низьку чисельність популяції. Внаслідок тривалого періоду вагітності і виховання молодих особин, а також високу смертність в ранньому віці, потомство виживає тільки кожні 6-8 років. Тривалість життя в дикій природі до 40 років, у неволі — до 50.
Велику частину раціону західних горил складають фрукти, і тварини щодня подорожують в пошуках нових плодових дерев. Відстань, на яку вони переміщаються, коливається від одного до чотирьох кілометрів. Площа проживання становить близько 30 км, але горили не дуже активно її захищають. Вони здатні використовувати знаряддя праці.
2007 року в Американському журналі приматології було опубліковане дослідження, спрямоване на боротьбу з можливими загрозами західній горилі з боку людини.

## Поширення
Західна горила поширена в Камеруні, Центральноафриканській Республіці, материковій частині Екваторіальної Гвінеї, Габоні, Нігерії, Республіці Конго, Анголі, і, ймовірно, в Демократичній Республіці Конго.
Проживають в низинних тропічних лісах, в першу чергу з густою трав'янистою рослинністю і в заболоченій місцевості.

## Охоронний статус
Міжнародний союз охорони природи відносить західних горил до категорії CR (що знаходяться в критичному стані). Хвороба, яку спричинює вірус Ебола, знизила їхню чисельність в охоронюваних територіях на одну третину в період 1992—2007 рік. Браконьєрство, комерційні лісозаготівлі і громадянські війни в країнах, в яких мешкають горили, також є загрозами.
У 1980-х роках чисельність західних горил в Екваторіальній Африці становила близько 100 000 осіб. На сьогоднішній день популяція скоротилася до 50 000. Дослідження, проведені в 2006—2007 роках, показали, що близько 100 000 незареєстрованих західних горил живе в заболочених лісах в районі озера Теле, в Республіці Конго. Найімовірніше кількість західних горил — близько 150 000—200 000 осіб.
Популяція річкових горил становить приблизно 280 осіб, зосереджених приблизно в 11 місцях. Останні генетичні дослідження дозволяють припустити, що ці місця пов'язані з випадковими міграціями окремих горил [прояснити]. Від ареалу рівнинної горили річкових горил відділяють 250 км. План збереження цього підвиду було розроблено в 2007 році. Уряд Камеруну спеціально для цих цілей створив на кордоні з Нігерією національний парк. У ньому проживає близько 115 річкових горил.